# Cinderella Closet – Aufbruch in eine neue Welt
Cinderella Closet – Aufbruch in eine neue Welt (jap. シンデレラクロゼット Cinderella Closet) ist eine Manga-Serie von Wakana Yanai, die von 2019 bis 2022 in Japan erschien. Die Serie wurde auch ins Deutsche und Englische übersetzt.

## Inhalt
Als Haruka Fukunaga von ihrer Schule auf dem Land auf die Universität in Tokio wechselt, hat sie große Hoffnungen für ihr Studentenleben. Doch Tokio ist teuer und so muss sie neben dem Studium auch noch arbeiten, was ihr keine Zeit fürs Feiern und für die Liebe lässt. Der Nebenjob in einem Lokal macht sie jedoch mit Kurotaki bekannt, in den sie sich verliebt, auch wenn der vergeben ist. Dann erfährt sie bei einem Feierabendbier, dass er sich von seiner Freundin getrennt hat, und verabredet sich mit ihm zu ihrem Geburtstag. Als Haruka sich dann hübsch machen und neue Kleidung kaufen will, ist sie von der Auswahl überfordert. Bisher hat sie sich nie viel um Mode und Make-up gekümmert. Da trifft sie zufällig ihre schöne Nachbarin Hikaru, die ihr auf die Sprünge hilft. Sie ist Visagistin und schminkt Haruka auch für ihr Date. Leider hat Kurotaki das vergessen und geht stattdessen zusammen mit Kollegen und ihr trinken. Er ist leider anders, als die Studentin ihn sich vorgestellt hat. Und auch Hikaru zeigt überraschende Seiten.

## Veröffentlichung
Der Manga erschien von Juni 2019 bis Januar 2022 in Einzelkapiteln im Magazin Bessatsu Margaret. Dessen Verlag Shūeisha brachte die Kapitel von Oktober 2019 bis Februar 2022 auch gesammelt in acht Bänden heraus. Eine deutsche Übersetzung der Serie wurde von Mai 2021 bis Mai 2023 bei Altraverse herausgegeben. Übersetzt wurde der Manga von Doreaux Zwetkow. Eine englische Fassung erschien bei Seven Seas Entertainment.